# Strongylovelia
Strongylovelia is een geslacht van wantsen uit de familie beeklopers (Veliidae). Het geslacht werd voor het eerst wetenschappelijk beschreven door Esaki in 1924.

## Soorten
Het genus bevat de volgende soorten:

- Strongylovelia aberrans Lansbury & Zettel, 1997
- Strongylovelia albicollis Esaki, 1926
- Strongylovelia albopicta Zettel & Tran, 2006
- Strongylovelia balteiformis Ye, Chen & Bu, 2015
- Strongylovelia bipunctata Zettel & Tran, 2006
- Strongylovelia bukidnonica Lansbury & Zettel, 1997
- Strongylovelia cebuana Lansbury & Zettel, 1997
- Strongylovelia connexivum Lansbury & Zettel, 1997
- Strongylovelia esakii Lansbury & Zettel, 1997
- Strongylovelia fasciaria Ye, Chen & Bu, 2015
- Strongylovelia formosa Esaki, 1924
- Strongylovelia hainanensis Ye, Chen & Bu, 2015
- Strongylovelia hirsutula Lansbury & Zettel, 1997
- Strongylovelia lillyae Jehamalar, 2015
- Strongylovelia marinduquensis Zettel, 2003
- Strongylovelia mindoroensis Lansbury & Zettel, 1997
- Strongylovelia narusei Zettel & Tran, 2009
- Strongylovelia paitooni Chen, Nieser & Sangpradub, 2006
- Strongylovelia palawanensis Lansbury & Zettel, 1997
- Strongylovelia philippinensis Lansbury & Zettel, 1997
- Strongylovelia priori Lansbury, 1993
- Strongylovelia samarensis Zettel, 2003
- Strongylovelia setosa Zettel & Tran, 2006
- Strongylovelia seyferti Zettel, 2003
- Strongylovelia sibuyana Lansbury & Zettel, 1997
- Strongylovelia sujini Chen, Nieser & Sangpradub, 2006
- Strongylovelia vasarhelyii Zettel & Tran, 2006